# 袁公瑜
袁公瑜（613年—685年），陈郡扶乐县（今河南省周口市太康县）人，唐朝官员。
年十九调补文德皇后挽郎、授晋州司士、大理司直、大理寺丞、兵部郎中、司刑少常伯。655年，武则天被唐高宗立为皇后，卫尉卿许敬宗、御史大夫崔义玄、御史中丞袁公瑜都暗中向武氏表达忠心。长安县令裴行俭，听说武昭仪为皇后，认为国家祸患一定从此开始，与长孙无忌、褚遂良私下议论。袁公瑜听说后，告诉了武则天的母亲杨氏，裴行俭被贬为西州都督府长史。659年七月，许敬宗派时为中书舍人的袁公瑜到黔州逼长孙无忌自缢。
662年，左相许圉师的儿子许自然，打猎时践踏庄稼，田主恼怒，许自然用响箭射田主。田主到司宪台起诉，司宪大夫杨德裔不受理。西台舍人袁公瑜派人改名向唐高宗上密封奏折告发此事。许圉师横行霸道的是领兵的将军，自己是文官，没有条件横行霸道。唐高宗大怒，说：“你怨恨没有领兵？”免去了许圉师的官职。久视元年（700年）葬于洛阳邙山。现有墓志留存，为狄仁杰所撰写。称赞袁“君素多耿直，志不苟容”，可惜“猜祸之徒，乘间而起……惜乎忠而获谤，信以见疑”。
前夫人孟氏，隋车骑将军孟陟之孙，唐曹州刺史孟政之女。